# Vele Srakane
Vele Srakane – wyspa w chorwackiej części Morza Adriatyckiego. Jej powierzchnia wynosi 1,182 km² a długość linii brzegowej 7,441 km. Znajduje się pomiędzy wyspami Lošinj, Unije oraz Susak, na północ od wyspy Male Srakane. Najwyższe wzniesienie na wyspie ma wysokość 59 m n.p.m.
Do 2000 roku na wyspie nie było samochodów, bieżącej wody oraz sklepów. Wyspa jest zamieszkana od czasów prehistorycznych, czego dowodem są znalezione na wzgórzu Vela Straža pozostałości po osadnictwie. Wyspa nie posiada portu.